# Madeleine Lemaire
Pour les articles homonymes, voir Lemaire.
Madeleine Lemaire, née Jeanne Magdelaine Colle, est une peintre, illustratrice et salonnière française, née le 24 mai 1845 aux Arcs (Var) et morte le 8 avril 1928 dans le 8e arrondissement.
Elle fut l'un des modèles qui inspira le personnage de Madame Verdurin dans À la recherche du temps perdu de Marcel Proust.

## Biographie
Jeanne Magdelaine Colle nait en 1845 aux Arcs d'un père percepteur, Hypolite Colle, et de Marie Nanine Habert. Elle épouse Casimir Louis Philippe Lemaire, employé à l'hôtel de ville de Paris, le 10 mai 1865 dans le 8e arrondissement de Paris,.

### L'artiste
Elle est l'élève de sa tante Jeanne-Mathilde Herbelin (1820-1904) et de Charles Chaplin (1825-1891). Elle se spécialise dans les scènes de genre (parfois dans le goût du XVIIIe siècle) et mondaines, et surtout dans les natures mortes et les fleurs. Elle débute au Salon de 1864, où elle expose tout au long de sa vie, y recevant des prix en 1877 et en 1900. Elle expose également au Salon de la Société d'aquarellistes français à partir de 1879. Madeleine Lemaire illustre aussi des livres, comme Les Plaisirs et les Jours de Marcel Proust, ou L'Abbé Constantin de Ludovic Halévy, ou encore les poèmes de Robert de Montesquiou.
C'est une peintre spécialisée dans les compositions florales. Alexandre Dumas fils, dont elle a été la maîtresse a dit d’elle : « C'est elle qui a créé le plus de roses après Dieu ». On la surnommait après Robert de Montesquiou « l'impératrice des roses». Elle exposait en particulier à la galerie Georges Petit ou chez Georges Beugniet.
En 1890, la Société nationale des beaux-arts est fondée, en scission de la Société des artistes français, et se voulant plus ouverte à la liberté artistique, par Ernest Meissonier avec Auguste Rodin, Jules Dalou, Pierre Puvis de Chavannes… Madeleine Lemaire en devient l'une des deux seules membres féminines, avec la peintre Louise Catherine Breslau, sur 184 sociétaires.

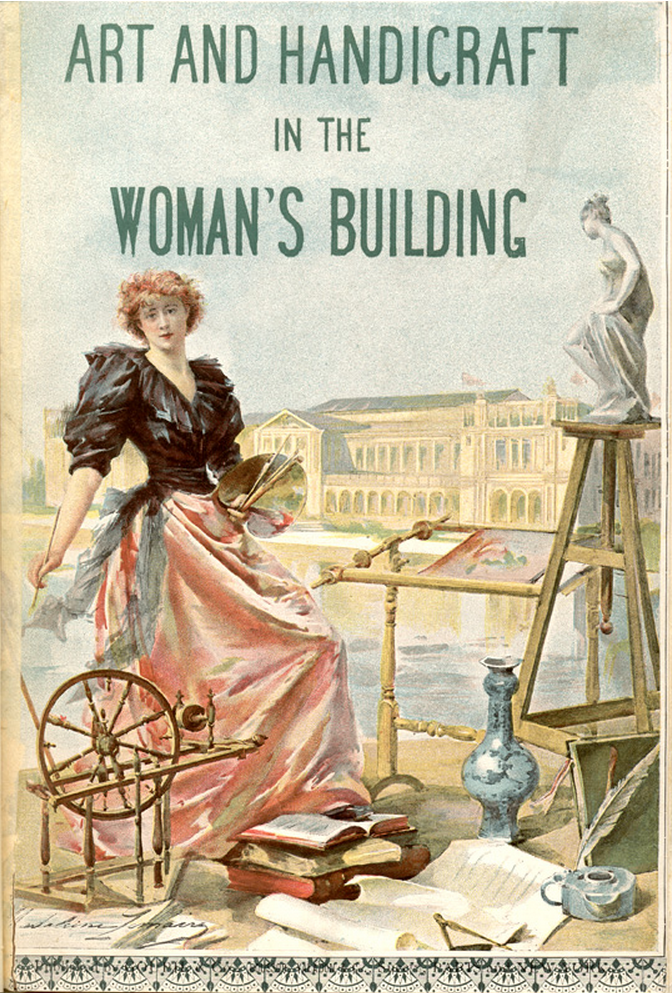
Affiche de l'exposition du Woman's Building de l'Exposition universelle de 1893 à Chicago par Madeleine Lemaire.

Elle fait partie de la délégation de femmes françaises artistes présentées à l'Exposition universelle de 1893 à Chicago, regroupées dans le Woman's Building ; elle exécute l'affiche officielle et la couverture du catalogue.
Elle est en 1900 le professeur de l’aquarelliste Blanche Odin, puis de Berthe Quiquemelle. Marie Laurencin fait également partie de ses élèves.
Elle est nommée chevalier de la Légion d'honneur en 1906. Ses insignes lui furent remis par Léon Bonnat.
Albert Besnard exécuta son portrait, précédé d'une esquisse à l'eau-forte.
Une trentaine de ses œuvres — pastels, huiles et aquarelles — ont été exposées, en avril-juin 2010 au musée Marmottan Monet à Paris, dans le cadre d’une exposition consacrée aux femmes peintres au temps de Marcel Proust. Le musée de Dieppe ainsi que ceux de Mulhouse et de Toulouse possèdent quelques-unes de ses œuvres, et le musée du Louvre conserve l'aquarelle Valet de chambre portant une lettre et un Bouquet de l'ancienne collection Le Masle.

### La mondaine

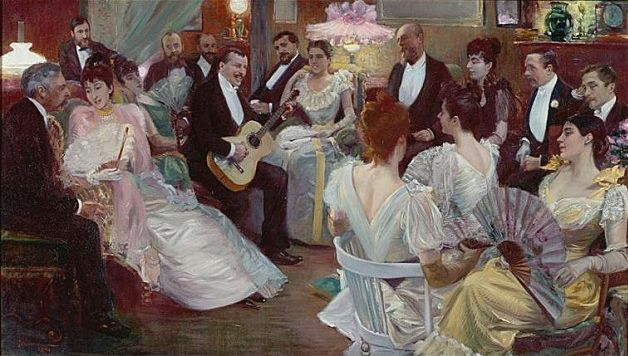
Pierre Georges Jeanniot, Une Chanson de Gibert dans le salon de Madame Madeleine Lemaire (1891), Roubaix, La Piscine.

Chaque mardi, d’avril à juin, Madeleine Lemaire reçoit le Tout-Paris dans son hôtel particulier parisien du 31, rue de Monceau, dans ce qu'André Germain appelle « de chaudes tueries ». Son jardin est planté de lilas. Elle reçoit aussi bien l'aristocratie du faubourg Saint-Germain (les La Rochefoucauld, Luynes, Uzès, Haussonville, Chevigné, Greffulhe, la comtesse de Pourtalès, Boni de Castellane, la marquise de Casa Fuerte, la duchesse Grazioli, les Brissac, etc.) que de jeunes artistes et des célébrités de la scène ou de la politique. Comme Mme Verdurin, dont elle est l'un des modèles, elle a des arrêts définitifs du genre : « Je ne veux pas de ça chez moi ! » (Ghislain de Diesbach).

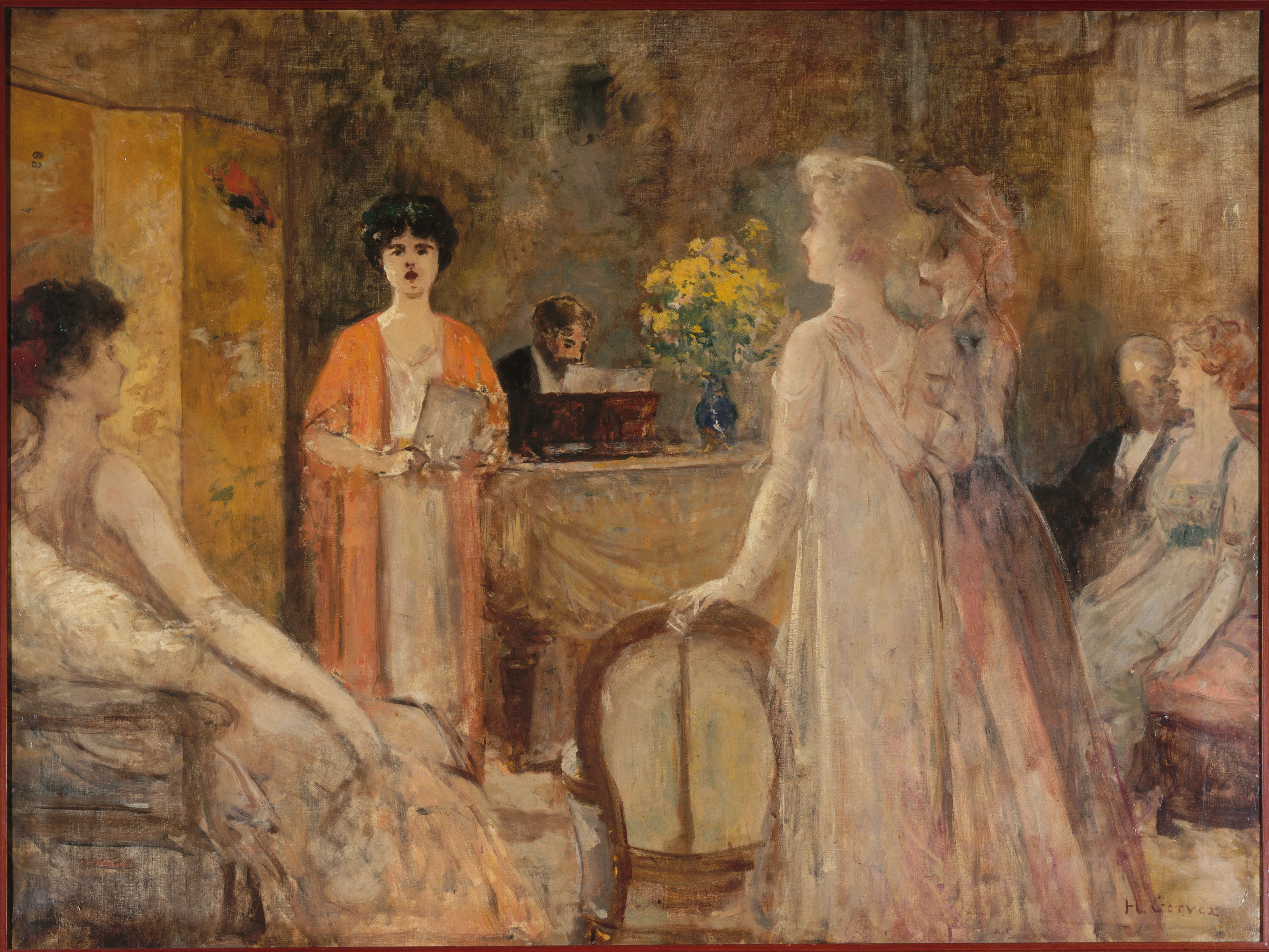
Henri Gervex, Un mardi, soirée chez Madeleine Lemaire (vers 1910), Paris, musée Carnavalet.

Son atelier transformé en salon accueille des personnalités aussi diverses que de jeunes talents qu'elle lance comme Marcel Proust — qui est invité à partir de 1892 et décrit son salon pour les lecteurs du Figaro — et Reynaldo Hahn, ou des artistes au sommet de leur gloire, comme Victorien Sardou, Guy de Maupassant, Paul Bourget, Mounet-Sully, Sarah Bernhardt ou François Coppée. Des cantatrices viennent y donner des récitals privés comme Emma Calvé, Gabrielle Krauss ou Marie van Zandt, car, comme chez Mme de Saint-Marceaux, la musique est à l'honneur chez Madeleine Lemaire, contrairement au salon de Mme Arman de Caillavet. Elle invite par exemple Camille Saint-Saëns ou Jules Massenet. Des comédiens que les salons parisiens se disputent viennent obligatoirement à ses réceptions, ainsi de Lucien Guitry, Réjane, ou des auteurs à la mode comme Henri Rochefort, Robert de Flers, Francis de Croisset, Georges de Porto-Riche, le jeune Gaston Arman de Caillavet, le poète Robert de Montesquiou dont elle est proche. Madeleine Lemaire invite aussi bien la grande-duchesse Vladimir, la duchesse d'Uzès que Marie Diémer, le chanteur Félix Mayol que Coquelin aîné, le journaliste Gaston Calmette qu'Anatole France. La politique est représentée par Raymond Poincaré, Paul Deschanel, ou Émile Loubet, et la peinture par Jean-Louis Forain, Jean Béraud — dont certaines scènes rappellent celles d'Elstir dans l'œuvre de Proust — ou Pierre Puvis de Chavannes, les portraitistes mondains Antonio de La Gandara et Raimundo de Madrazo, le peintre de bataille Édouard Detaille, etc. Des généraux, comme le général Brugère, peuvent y croiser l'ambassadeur de Russie, ou bien celui d'Allemagne ou celui du royaume d'Italie.
André Germain, qui fut son invité, l'appelait « la massacreuse de roses », et la trouvait « laide, disgracieuse et autoritaire ». Il décrit ses réceptions de ces mots : « On étouffait chez elle, dans des soirées pénibles, avec de longs intermèdes musicaux ».
Le 9 juin 1903, elle donne un bal costumé dont le thème est Athènes au temps de Périclès. Les invités aristocratiques s'y pressent en faisant des entrées théâtrales, sauf Montesquiou qui se méfiait de la désacralisation qu'une telle soirée infligeait au Parnasse des poètes et des philosophes. Proust y assiste caché dans un coin, en habit et en pelisse, ayant refusé de se déguiser.
L’été, Madeleine Lemaire déplace ses invités et les installe dans son château de Réveillon — qui rappelle La Raspelière de la Recherche —, dans la Marne, ou dans sa villa dieppoise au 32, rue Aguado, où elle invite notamment Proust et Reynaldo Hahn.
Elle décède le 8 avril 1928 à Paris dans le 8e arrondissement.
Sa fille, Suzanne Lemaire dite Suzette, également peintre, vendra le petit hôtel particulier de sa mère à sa mort, et s'installera au château de Réveillon.

## Œuvres

### Peinture
- Dieppe, musée de Dieppe : Le Char des fées, vers 1892, huile sur toile. Ce tableau de grand format est exposé la première fois au Salon de 1892, où il rencontre un fort succès. Il est ensuite exposé au Woman's Building Fine Arts Palace à Chicago, lors de l'Exposition universelle en 1893 et à Paris au musée Marmottan Monet en 2010. Elle en fait don au compositeur de musique Camille Saint-Saëns qui le lèguera à la Ville de Dieppe en 1897.
- Sens, Musée : Les Fées, 1908. Huile sur toile 153,5 x 112 cm. Ancienne collection Suzette Lemaire.

### Ouvrage illustré
- Ludovic Halévy, L'Abbé Constantin, Paris, Boussod Valadon et Cie, 1887.
- Paul Hervieu, Flirt, Paris, Boussod Valadon et Cie, 1890.
- Partition des Quatre pièces pour piano de Reynaldo Hahn, Paris, Calmann-Lévy, 1896.
- Marcel Proust, Les Plaisirs et les Jours, préface d'Anatole France, lithographies, Paris, Calmann-Lévy, 1896[n 9].

Œuvres de Madeleine Lemaire
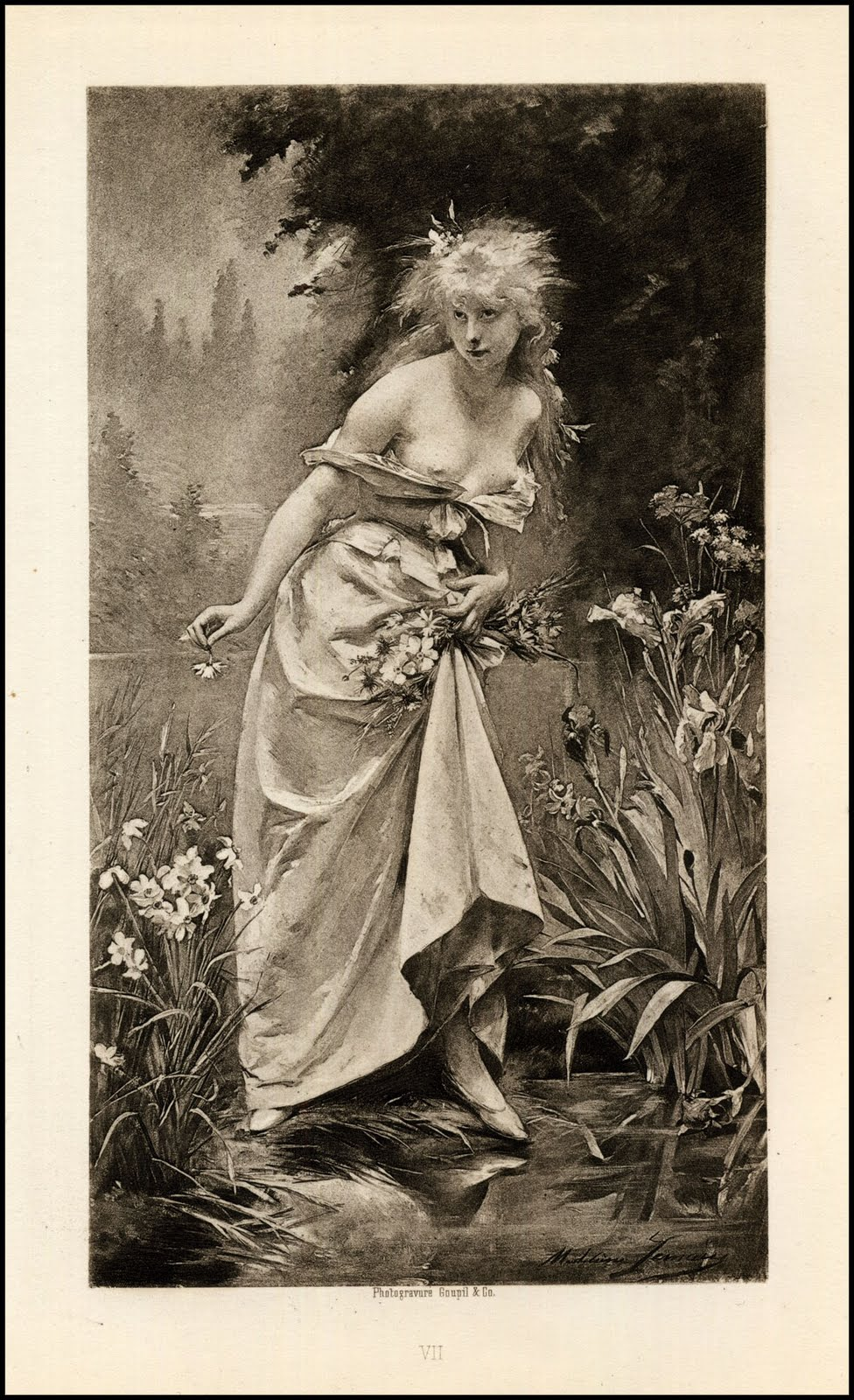
Ophélie (Salon de 1880), localisation inconnue.
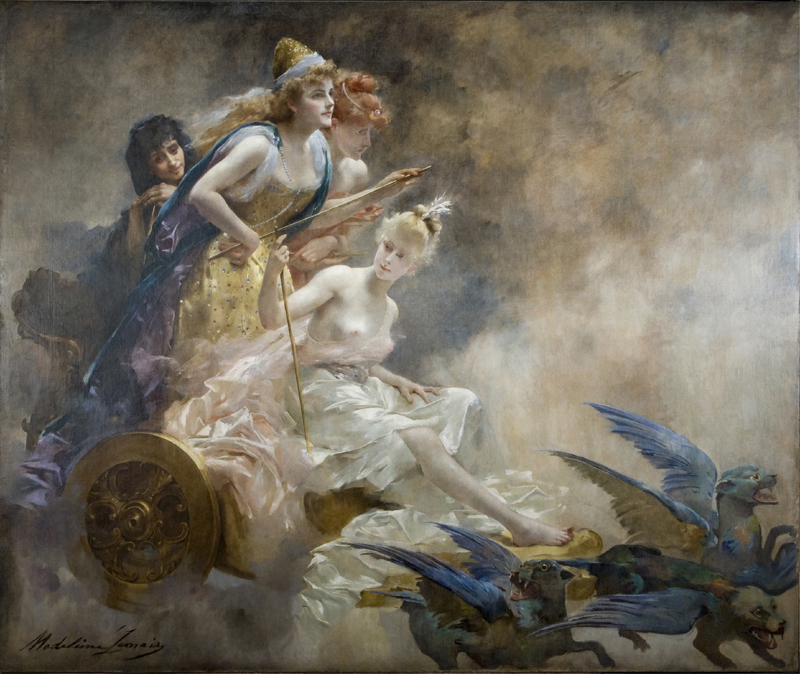
Le Char des fées (vers 1892), huile sur toile, 240 × 250 cm, musée de Dieppe.
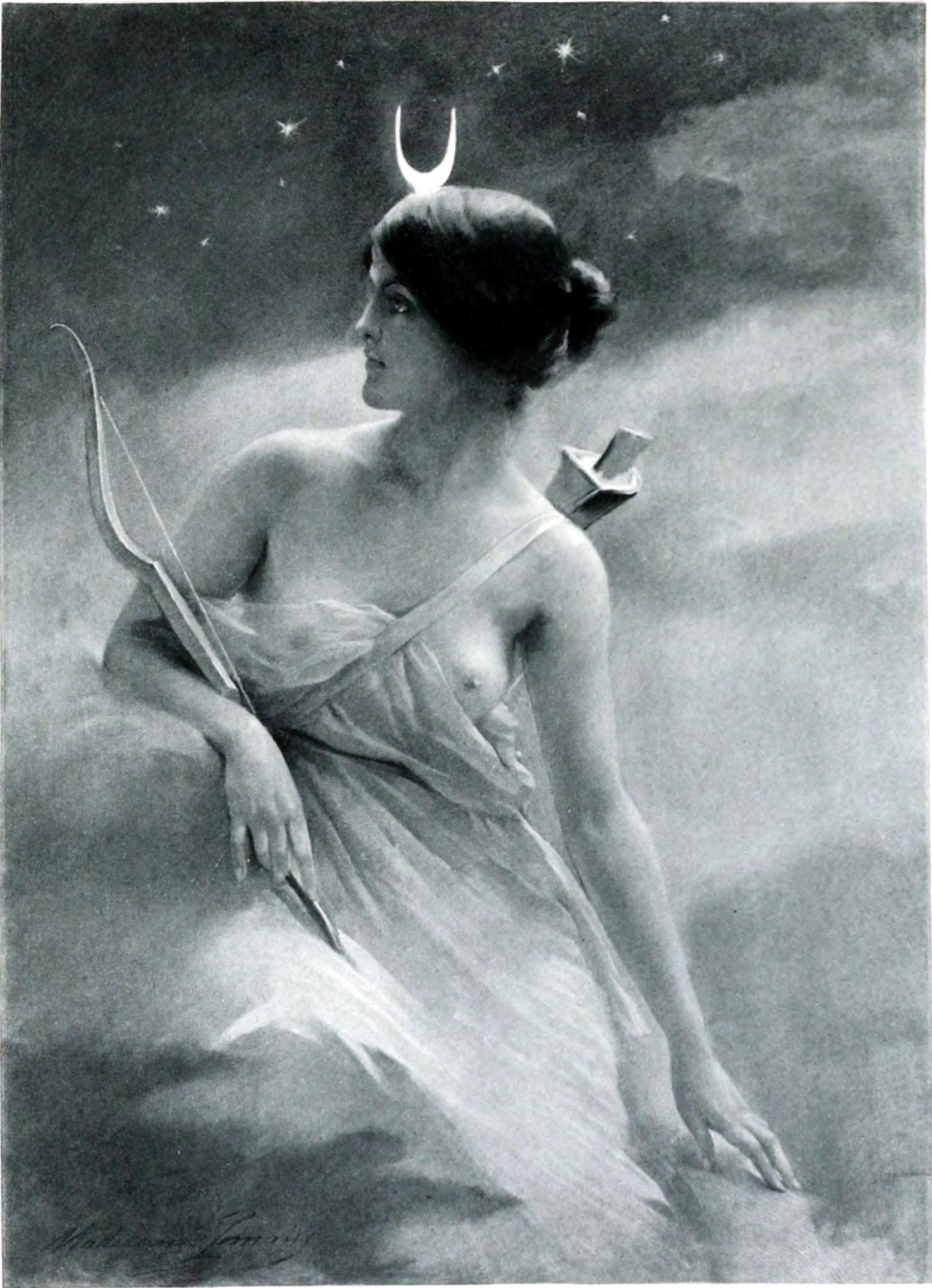
Phœbé (Salon de 1896), localisation inconnue.

Œuvres non localisées attribuées à Madeleine Lemaire
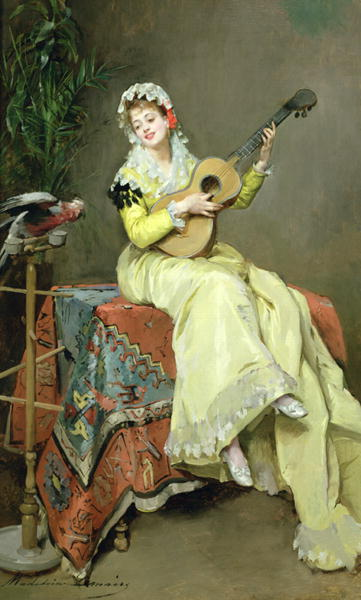
Un moment musical.
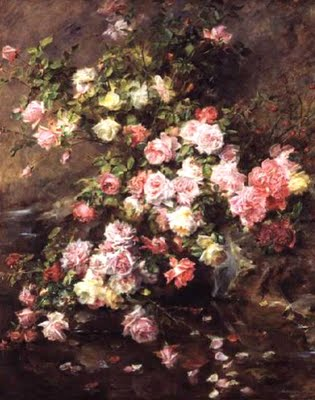
Roses.
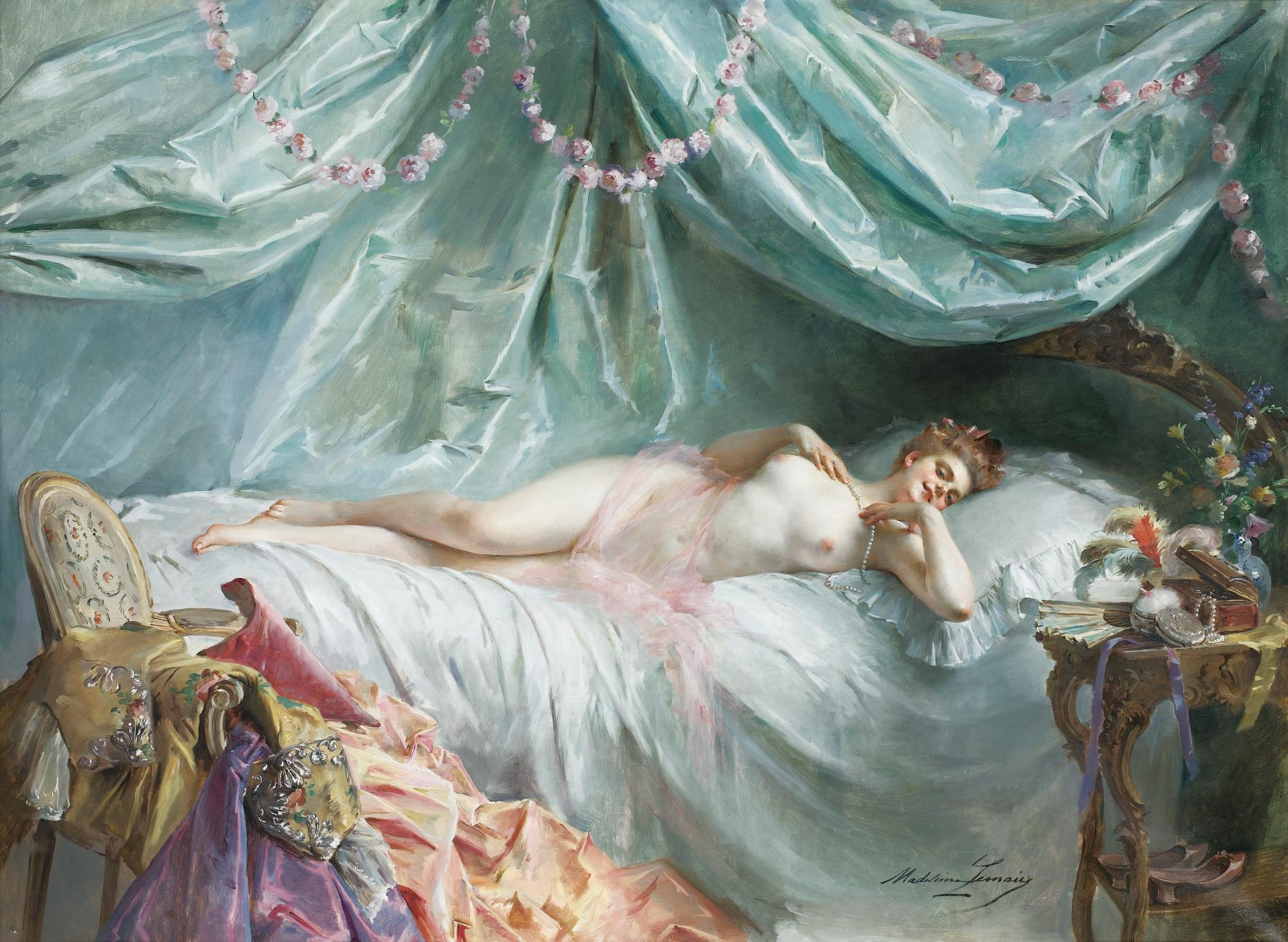
La Volupté.
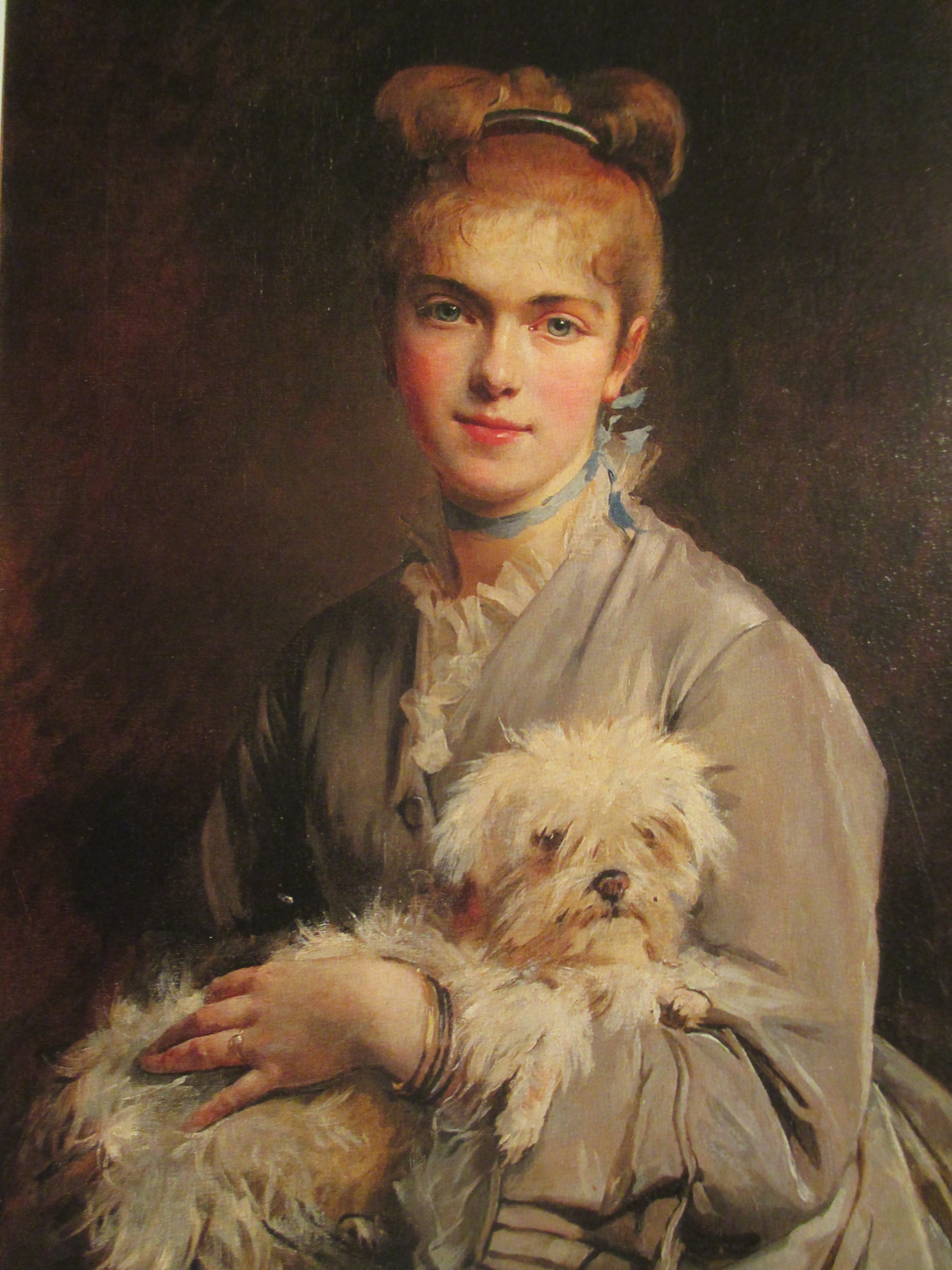
Portrait de Colette Dumas (fille d'Alexandre Dumas fils).